# 롤런드 바노

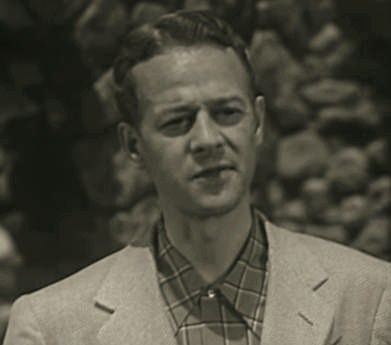

롤런드 바노(영어: Roland Varno, 1908년 3월 15일 ~ 1996년 5월 24일)는 네덜란드 출신으로 미국에서 활동한 배우이다.
위트레흐트에서 태어났으며 랭카스터에서 사망하였다.

## 영화
- 미지의 여인에게서 온 편지 (1948년)
- 스케어드 투 데스 (1947년)
- 리턴 오브 더 뱀파이어 (1944년)
- 아이 매리드 언 엔젤 (1942년)
- 발라라이카 (1939년)
- 건가 딘 (1939년)